# Saranyawat Naprasert
Saranyawat Naprasert (thailändisch ศรัณยวัฒน์ น้าประเสริฐ; * 3. April 2006 in Suphaburi), auch als Anfield bekannt, ist ein thailändischer Fußballspieler.

## Karriere

### Verein
Saranyawat Naprasert erlernte das Fußballspielen in der Jugend von BG Pathum United FC. Hier unterschrieb er am 1. Juni 2023 auch seinen ersten Vertrag. Der Verein aus der Hauptstadt Bangkok spielt in der ersten Liga. Anfang August 2023 wechselte er auf Leihbasis zum Zweitligisten Suphanburi FC. Sein Zweitligadebüt für den Verein aus Suphanburi gab Saranyawat Naprasert am 22. Oktober 2023 (9. Spieltag) im Heimspiel gegen den Kasetsart FC. Bei dem 4:0-Erfolg wurde er in der 74. Minute für Kittipong Wongma eingewechselt. Nach der Ausleihe kehrte er im Juni 2024 zu BG zurück. Hier wurde sein Vertrag nicht verlängert. Im Sommer 2024 nahm ihn der Drittligaaufsteiger Dome FC unter Vertrag. Mit dem Verein aus Pathum Thani spielt er in der Central Region der Liga.

### Nationalmannschaft
Saranyawat Naprasert spielte 2023 einmal in der thailändischen U17-Nationalmannschaft. Hier kam er in einem Gruppenspiel der U17-Asienmeisterschaft im eigenen Land zum Einsatz. Bei dem 3:0-Erfolg gegen Malaysia wurde er in der 90+2 Minute für Surachai Booncharee eingewechselt.